# Estadio Municipal de Ciénaga
El Estadio Municipal de Ciénaga es un estadio de fútbol ubicado en el municipio de Ciénaga, Magdalena. Fue inaugurado en el 2014 y tiene aforo para 4500 espectadores, además de contar con iluminación artificial. Con la construcción del estadio se elaboró la primera fase del complejo deportivo de Ciénaga, el cual funcionará como subsede de los XVIII Juegos Bolivarianos
También fue el estadio donde juega el club Unión Magdalena de la categoría Primera B del fútbol colombiano.
En este escenario deportivo se lleva a cabo el torneo femenino de fútbol Sub-20 de los Juegos Bolivarianos de 2017.